# Boivre
Boivre – rzeka we Francji, przepływająca przez tereny departamentów Deux-Sèvres oraz Vienne, o długości 46,1 km. Stanowi dopływ rzeki Clain.